# Kastanjeryggig gärdsmyg
Kastanjeryggig gärdsmyg (Campylorhynchus capistratus) är en fågel i familjen gärdsmygar inom ordningen tättingar.

## Utbredning och systematik
Kastanjeryggig gärdsmyg delas upp i sex underarter med följande utbredning:
- C. c. nigricaudatus – sydvästra Mexiko
- C. c. capistratus – El Salvador till norra Costa Rica
- C. c. xerophilus – Motaguadalen i Guatemala
- C. c. castaneus – Guatemala till Honduras
- C. c. nicaraguae – Nicaragua
- C. c. nicoyae – Nicoyahalvön i nordvästra Costa Rica

Den behandlades tidigare som del av Campylorhynchus rufinucha.

## Status
IUCN kategoriserar den som livskraftig.